# OVW Heavyweight Championship
L'OVW Heavyweight Championship è un titolo di wrestling di proprietà della Ohio Valley Wrestling. Tra il 1997 ed il 2001, durante il periodo di affiliazione della OVW con la National Wrestling Alliance il titolo assunse la denominazione di NWA Ohio Valley Heavyweight Championship.

## Albo d'oro
| Lottatore | Regni | Data                      | Località                | Note |
| --- | ----- | ------------------------- | ----------------------- | --- |
| Trailer Park Trash | 1     | 17 agosto 1997            | Jeffersonville          | |
| Reso vacante nel 1997 |       |                           |                         | |
| Bill Dundee | 1     | 16 novembre 1997          | Jeffersonville          | Vincendo una battle royal |
| Rip Rogers | 1     | 23 novembre 1997          | Jeffersonville          | |
| Nick Dinsmore | 1     | 3 giugno 1998             | Jeffersonville          | |
| David C. | 1     | 11 giugno 1998            | Jeffersonville          | |
| Doug Basham | 1     | 5 luglio 1998             | Jeffersonville          | |
| Rip Rogers | 2     | 13 settembre 1998         | Jeffersonville          | |
| Doug Basham | 2     | 29 dicembre 1998          | Louisville              | |
| Rip Rogers | 3     | 3 gennaio 1999            | Louisville              | |
| Rod Steele | 1     | 2 febbraio 1999           | Louisville              | Nick Dinsmore sconfisse Steele il 7 febbraio 1999 ma gli restituì il titolo quando seppe di essere stato aiutato con un'interferenza esterna         |
| Nick Dinsmore | 2     | 18 aprile 1999            | Jeffersonville          | |
| Rob Conway | 1     | 28 aprile 1999            | Jeffersonville          | |
| Nick Dinsmore | 3     | 7 maggio 1999             | New Albany, Indiana     | |
| Damaja | 1     | 8 giugno 1999             | Louisville              | |
| Rob Conway | 2     | 17 agosto 1999            | Louisville              | |
| Rico Constantino | 1     | 10 novembre 1999          | Louisville              | |
| Flash Flanagan | 1     | 26 dicembre 1999          | Louisville              | |
| Rico Constantino | 2     | 16 febbraio 2000          | Louisville              | |
| Flash Flanagan | 2     | 17 febbraio 2000          | Jeffersonville          | |
| Damaja | 2     | 4 aprile 2000             | Louisville              | |
| Nick Dinsmore | 4     | 24 maggio 2000            | Jeffersonville          | |
| Flash Flanagan | 3     | 8 luglio 2000             | Jeffersonville          | |
| Nick Dinsmore | 5     | 4 agosto 2000             | Louisville              | |
| Rob Conway | 3     | 6 settembre 2000          | Jeffersonville          | |
| Nick Dinsmore | 6     | 25 ottobre 2000           | Jeffersonville          | |
| Rico Constantino | 3     | 27 febbraio 2001          | Louisville              | |
| Flash Flanagan | 4     | 4 aprile 2001             | Louisville              | |
| Doug Basham | 3     | 25 luglio 2001            | Jeffersonville          | |
| Leviathan | 1     | 28 novembre 2001          | Jeffersonville          | |
| The Prototype | 1     | 20 febbraio 2002          | Jeffersonville          | |
| Nova | 1     | 15 maggio 2002            | Jeffersonville          | |
| Damaja | 3     | 6 novembre 2002           | Louisville              | |
| Nick Dinsmore | 7     | 19 febbraio 2003          | Louisville              | Sconfiggendo Damaja e Doug Basham in un triple threat match                                                                                          |
| Doug Basham | 4     | 9 aprile 2003             | Louisville              | two out of three falls match |
| Damaja | 4     | 30 luglio 2003            | Louisville              | "Loser Leaves Town" match |
| Rob Conway | 4     | 13 agosto 2003            | Louisville              | |
| Johnny Jeter | 1     | 13 agosto 2003            | Louisville              | |
| Mark Magnus | 1     | 15 ottobre 2003           | Louisville              | |
| Reso vacante il 10 dicembre 2003 quando fu stabilito che Magnus non poteva più detenere la cintura in quanto schienato sia da Nick Dinsmore che da Johnny Jeter in un three-way match disputato il 3 dicembre |       |                           |                         | |
| Nick Dinsmore | 8     | 7 gennaio 2004            | Louisville              | Sconfiggendo Johnny Jeter |
| Matt Morgan | 1     | 14 aprile 2004            | Louisville              | |
| Chris Cage | 1     | 13 ottobre 2004           | Louisville              | |
| Chad Toland | 1     | 1º dicembre 2004          | Louisville              | |
| Elijah Burke | 1     | 8 dicembre 2004           | Louisville              | |
| Matt Morgan | 2     | 13 aprile 2005            | Louisville              | |
| Brent Albright | 1     | 27 aprile 2005            | Louisville              | |
| Johnny Jeter | 2     | 3 agosto 2005             | Louisville              | |
| Matt Cappotelli | 1     | 9 novembre 2005           | Louisville              | |
| Reso vacante l'8 febbraio 2006 quando Cappotelli rinunciò alla cintura per problemi di salute |       |                           |                         | |
| Brent Albright | 2     | 1º marzo 2006             | Louisville              | Sconfiggendo CM Punk nella finale di un torneo |
| CM Punk | 1     | 3 maggio 2006             | Louisville              | In uno strap match |
| Chet the Jett | 1     | 30 agosto 2006            | Louisville              | |
| Jacob Duncan | 1     | 25 ottobre 2006           | Louisville              | in un match non sanzionato |
| Chett the Jet | 2     | 15 dicembre 2006          | Louisville              | |
| Paul Burchill | 1     | 15 dicembre 2006          | Louisville              | |
| Cody Rhodes | 1     | 17 febbraio 2007          | Elizabethtown, Kentucky | In un house show |
| Paul Burchill | 2     | 18 febbraio 2007          | Louisville              | In un house show |
| Idol Stevens | 1     | 14 marzo 2007             | Louisville              | |
| Paul Burchill | 3     | 9 maggio 2007             | Louisville              | |
| Titolo reso vacante il 23 maggio 2007 quando Burchill e Idol Stevens si sono schienati a vicenda e due arbitri hanno contato, assegnando uno la vittoria a Burchill e l'altro a Stevens (Dusty Finish)        |       |                           |                         | |
| Jay Bradley | 1     | 1º giugno 2007            | Louisville              | Sconfiggendo Paul Burchill e Idol Stevens in un three-way match                                                                                      |
| Paul Burchill | 4     | 27 giugno 2007            | Louisville              | |
| Vladimir Kozlov | 1     | 28 luglio 2007            | Louisville              | |
| Michael W. Kruel | 1     | 28 luglio 2007            | Louisville              | |
| Matt Sydal | 1     | 5 dicembre 2007           | Louisville              | |
| Jay Bradley | 2     | 13 febbraio 2008          | Louisville              | Primo OVW Champion dopo la fine del rapporto di collaborazione fra WWE e OVW.                                                                        |
| Nick Dinsmore | 9     | 20 febbraio 2008          | Louisville              | |
| Anthony Bravado | 1     | 25 giugno 2008            | Louisville              | |
| Ryback | 1     | 18 ottobre 2008           | Louisville              | |
| Anthony Bravado | 2     | 1º novembre 2008          | Louisville              | |
| Aron Stevens | 2     | 29 novembre 2008          | Louisville              | |
| Vaughn Lilas | 1     | 17 gennaio 2009           | Louisville              | |
| APOC | 1     | 7 febbraio 2009           | Louisville              | |
| Vaughn Lilas | 2     | 25 aprile 2009            | Louisville              | |
| APOC | 2     | 17 maggio 2009            | Louisville              | |
| Lowrider | 1     | 18 luglio 2009            | Louisville              | |
| Moose | 1     | 6 gennaio 2010            | Louisville              | |
| Vacante dal 27 febbraio. Moose viene privato del titolo per attacco a degli addetti alla sicurezza |       |                           |                         | |
| Beef Wellington | 1     | 27 febbraio 2010          | Louisville              | Wellington vince una battle royal per il titolo vacante.                                                                                             |
| Mike Mondo | 1     | 29 maggio 2010            | Louisville              | |
| Moose | 2     | 16 giugno 2010            | Louisville              | |
| Lowrider | 2     | 31 luglio 2010            | Louisville              | |
| Cliff Compton | 1     | 8 gennaio 2011            | Louisville              | In un triple treath match che includeva anche Mike Mondo.                                                                                            |
| Mike Mondo | 2     | 5 marzo 2011              | Louisville              | In un triple treath ladder match che includeva anche Lowrider.                                                                                       |
| Vacante il 4 maggio dopo l'attacco di Mondo nei confronti del presidente Danny Davis |       |                           |                         | |
| Cliff Compton | 2     | 14 maggio 2011            | Louisville              | In un Brass Knuckles On A Pole Match contro Mike Mondo con Danny Davis come arbitro speciale.                                                        |
| Elvis Pridemoore | 1     | 25 maggio 2011            | Louisville              | |
| Reso vacante dopo che venne scoperto che Pridemoore aveva vinto il titolo con l'interferenza di Mike Mondo |       |                           |                         | |
| Jason Wayne | 1     | 2 giugno 2011             | Louisville              | Vincendo un torneo per la riassegnazione |
| Nick Dinsmore | 10    | 26 ottobre 2011           | Louisville              | |
| Rudy Switchblade | 1     | 2 novembre 2011           | Louisville              | Vincendo un 8-Way Match che includeva il campione Nick Dinsmore, James Thomas, Ted McNaler, Rocco Bellagio, Mike Mondo, Jason Wayne e Adam Revolver. |
| Johnny Spade | 1     | 2 marzo 2012              | Louisville              | |
| Rob Terry | 1     | 12 maggio 2012            | Louisville              | |
| Johnny Spade | 2     | 7 luglio 2012             | Louisville              | |
| Crimson | 1     | 12 settembre 2012         | Louisville              | |
| Rob Terry | 2     | 1º dicembre 2012          | Louisville              | |
| Doug Williams | 1     | 30 gennaio 2013           | Louisville              | |
| Jamin Olivencia | 1     | 10 aprile 2013            | Louisville              | |
| Reso vacante da Danny Davis il 4 dicembre 2013 per azioni inappropriate durante la diretta dello show televisivo da parte del campione.                                                                       |       |                           |                         | |
| Jamin Olivencia | 2     | 7 dicembre 2013           | Louisville              | Sconfiggendo Johnny Spade per la riassegnazione del titolo vacante.                                                                                  |
| Marcus Anthony | 1     | 4 gennaio 2014            | Louisville              | |
| Jamin Olivencia | 3     | 10 maggio 2014            | Louisville              | |
| Marcus Anthony | 2     | 5 luglio 2014             | Louisville              | In un Last Man Standing Match. |
| Melvin Maximus | 1     | 2 agosto 2014             | Louisville              | |
| Cliff Compton | 3     | 4 ottobre 2014            | Louisville              | Schienando Marcus Anthony in un Triple Treath match.                                                                                                 |
| Adam Revolver | 1     | 6 dicembre 2014           | Louisville              | |
| Mohamad Ali Vaez | 1     | 7 febbraio 2015           | Louisville              | |
| Eddie Diamond | 1     | 29 aprile 2015 Louisville |                         | |
| Chris Silvio | 1     | 24 luglio 2015            | Louisville              | |
| Ryan Howe | 1     | 5 dicembre 2015           | Louisville              | |
| Rob Conway | 5     | 9 dicembre 2015           | Louisville              | |
| Ryan Howe | 2     | 2 gennaio 2016            | Louisville              | |
| Devin Driscoll | 1     | 19 marzo 2016             | Elizabethtown           | |
| Reso vacante dal proprietario della federazione Danny Devis |       |                           |                         | |
| Big Jon | 1     | 16 aprile 2016            | ElizabethTown           | |
| Rocco Bellagio | 1     | 14 maggio 2016            | Louisville              | |
| Big Jon | 2 =   | 1º aprile 2017            | Louisville              | |
| Adam Revolver | 2     | 1º luglio 2017            | Louisville              | |
| Tyler Matrix | 1     | 2 settembre 2017          | Louisville              | |
| Michael Hayes | 1     | 4 novembre 2017           | Louisville              | |
| Randy Royal | 1     | 14 febbraio 2018          | Louisville              | |
| Michael Hayes | 2     | 3 marzo 2018              | Louisville              | |
| Amon | 1     | 7 luglio 2018             | Louisville              | |
| Abyss | 1     | 25 luglio 2018            | Louisville              | |
| Reso vacante il 1º agosto da Dean Hill |       |                           |                         | |
| Abyss | 2     | 10 ottobre 2018           | Louisville              | Abyss sconfigge Justin Smooth nella finale del torneo per il titolo vacante                                                                          |
| Tony Gunn | 1     | 30 gennaio 2019           | Louisville              | |
| Dimes | 1     | 17 aprile 2019            | Louisville              | |
| Justin Smooth | 1     | 24 aprile 2019            | Louisville              | |
| Michael Hayes | 3     | 15 maggio 2019            | Louisville              | |
| Justin Smooth | 2     | 1º giugno 2019            | Louisville              | |
| Maximus Khan | 1     | 1º febbraio 2020          | Louisville              | |
| Tony Gunn | 2     | 7 marzo 2020              | Louisville              | |
| Brian Pillman Jr. | 1     | 5 dicembre 2020           | Louisville              | |
| Reso vacante il 2 gennaio a causa del passaggio di Pillman Jr. alla All Elite Wrestling |       |                           |                         | |
| Omar Amir | 1     | 1º settembre 2021         | Louisville              | |
| Ca$h Flo | 1     | 6 maggio 2021             | Louisville              | |
| Omar Amir | 2     | 26 giugno 2021            | Louisville              | |
| Reso vacante il 7 ottobre |       |                           |                         | |
| Ryan Howe | 3     | 21 ottobre 2021           | Louisville              | Vincendo una battle royal |
| Omar Amir | 3     | 2 giugno 2022             | Louisville              | |
| Jack Vaughn | 1     | 7 luglio 2022             | Louisville              | |
| Omar Amir | 4     | 11 agosto 2022            | Louisville              | |
| James Storm | 1     | 27 agosto 2022            | Louisville              | |
| Ca$h Flo | 2     | 13 ottobre 2022           | Louisville              | |
| Mahabali Shera | 1     | 24 novembre 2022          | Louisville              | |
| Ca$h Flo | 3     | 22 giugno 2023            | Louisville              | |
| Jack Vaughn | 2     | 27 luglio 2023            | Louisville              | |